# Schiebefestigkeit
Die Schiebefestigkeit ist ein Begriff aus der Textilbranche. Sie bezeichnet die Kraft, die notwendig ist, um zu verhüten, dass Kett- oder Schussfäden horizontal aus ihrer ursprünglichen Lage verschoben werden. Die Schiebefestigkeit bezieht sich auch auf die Nähte nach Zugbeanspruchung (Nahtschiebefestigkeit).
Die Verschiebung aus der ursprünglichen Lage kann verhindert werden durch die Art des Garnes, die Garndrehung (Torsion), die Art der Bindung und die Einstellung. Die Einstellung ist die Art, in der die Kett und Schussfäden eines Gewebes miteinander kombiniert sind.
Anfällig gegen das Schieben sind Bindungen mit lang flottenden Fäden aus den glatten Textilfasern (Filamenten) von Chemiefasern. Als besonders schiebefest gelten die Tuchbindung, der Kreuzköper sowie Kettenwirkwaren.
Eine hohe Schiebefestigkeit ist für ein einwandfreies Gebrauchsverhalten der meisten Gewebe unabdingbar. Beim Ausbeulen oder bei Zugbeanspruchungen entstehen damit keine lichten Stellen oder Schlitze im Gewebe.

## Schiebefest-Ausrüstung
Die Schiebefestigkeit kann durch eine entsprechende Ausrüstung verstärkt werden.
Vor allem bei Geweben aus Chemiefaser-Filamenten verhindert eine entsprechende Behandlung das Auseinandergleiten der Kett- und/oder Schussfäden in seitlicher Richtung. Dazu werden die Kreuzungspunkte der Fäden mit Kolophonium oder Kunstharzen (waschfest), mit Hilfe von Metallsalzen (nicht waschfest), oder mit Silizium-Verbindungen verklebt, indem die Faseroberfläche rauer gemacht wird. Ähnliche Verfahren sind die Antisnag-Ausrüstung (gegen Laufmaschenbildung) und die Antipilling-Ausrüstung.